# Viscolul Nemo

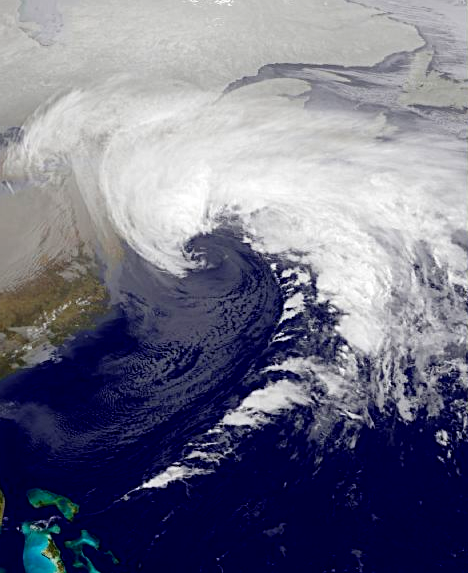
Viscolul Nemo sau February 2013 nor'easter la 8 februarie 2013

Viscolul Nemo este o furtună care a afectat în februarie 2013 provincia Ontario și provinciile Maritime din Canada, precum și regiunile Mid-Atlantic și New England din SUA, cu căderi masive de zăpadă și vânturi de tăria unui uragan.
Peste 5.000 de zboruri, de pe 60 de aeroporturi, au fost anulate. Traficul rutier a fost suspendat în multe zone, inclusiv pe toate drumurile publice din Massachusetts și Connecticut.